# Capacité d'emport
La capacité d'emport, dans le domaine de l'astronautique, est la masse maximale de charge utile qu'un lanceur peut placer sur une orbite déterminée.
Dans le domaine aéronautique, la capacité d'emport est la charge utile constituée des passagers et du fret (en anglais : payload) ainsi que la charge liée au carburant. La capacité d'emport est ainsi une caractéristique importante pour un aéronef, complétée par la distance franchissable, le nombre de passagers (pax), la vitesse, etc.

## Définition et application
La capacité d'emport est une mesure du poids effectif des charges utiles des missiles balistiques. Elle se mesure en kilogrammes ou en tonnes. La capacité d'emport est égal au poids total des ogives d'un missile, des véhicules de rentrée, des mécanismes de distribution autonomes, des aides à la pénétration et des systèmes de guidage de missile : généralement tous les composants à l'exception du propulseur de lancement et du carburant de lancement. La capacité d'emport peut faire référence à n'importe quel type d'ogive, mais dans l'usage moderne normal, il se réfère presque exclusivement aux charges utiles nucléaires ou thermonucléaires. C'était autrefois aussi une considération dans la conception des navires de guerre et le nombre et la taille de leurs canons.
La capacité d'emport est utilisé comme critère de classification des différents types de missiles lors des pourparlers sur la limitation des armements stratégiques entre l'Union soviétique et les États-Unis. Le terme est devenu politiquement controversé lors des débats sur l'accord de contrôle des armements, car les critiques du traité allèguent que les missiles soviétiques sont capables de transporter des charges utiles plus importantes et ont ainsi permis aux Soviétiques de maintenir une capacité d'emport plus élevé que la force américaine avec un nombre à peu près comparable de missiles.
Les missiles avec les charges utiles les plus lourdes au monde sont le SS-18 russe et le CSS-4 chinois et, en 2017, la Russie développe un nouvel ICBM lourd à propergol liquide appelé Sarmat.

## Trajectoires
La capacité d'emport est normalement calculé en utilisant une trajectoire balistique optimale d'un point à la surface de la Terre à un autre. Une trajectoire optimale maximise la charge utile totale (capacité d'emport) en utilisant l'impulsion disponible du missile. En réduisant le poids de la charge utile, différentes trajectoires peuvent être sélectionnées, ce qui peut soit augmenter la portée nominale, soit diminuer le temps total de vol.
Une trajectoire dites déprimée n'est pas optimale, car une trajectoire plus basse et plus plate prend moins de temps entre le lancement et l'impact mais a une capacité d'emport inférieur. Les principales raisons de choisir une trajectoire déprimée sont d'échapper aux systèmes de missiles anti-balistiques en réduisant le temps disponible pour abattre le véhicule attaquant (en particulier pendant la phase de combustion vulnérable contre les systèmes ABM spatiaux) ou un scénario de première frappe nucléaire. 